# 玉树巴塘机场
玉树巴塘机场为位于中国青海省玉树藏族自治州玉树市巴塘乡巴塘草原的一个国内支线机场，机场等级为4C级。机场海拔约3950米，距州府结古镇26公里。

## 历史
玉树巴塘机场经历过“两建两废”。1920年代，国民政府派出时任交通部公路总管理处处长赵祖康技师到青海藏区修建机场进行实地调研，他认为玉树县所属“巴塘滩”为比较理想场所。1942年7月玉树巴塘机场开工建设，巴塘机场竣工之后，1943年3月，蒋介石曾派两架侦察机对昌都、青藏边疆藏军驻防进行侦察，飞机中途曾降落在巴塘机场。同年4月，国军某司令部少将处长唐井然乘飞机降落在玉树巴塘机场，对玉树地区的驻防部队进行了慰问。
1952年10月，根据西北军政委员会主席彭德怀要求军队和地方共建机场的命令，中共西北局、西北军区为修建玉树巴塘飞机场共组织了1.2万多军民、10万头(匹)牛马、100多辆汽车及1000多亿人民币(旧币)，经过各族军民200多天的艰苦劳动，终于建成了巴塘机场。新修建的机场跑道长约3000米，宽约80米，长度和宽度皆比原机场大。设备等方面达到了“比较现代化”的水平。
1956年4月2日，从西宁起飞的两架伊-12飞机安全飞抵玉树巴塘机场，首航获得成功。5月26日，这两架飞机又从玉树飞回西宁，至此，北京—西宁—玉树—拉萨航线（拉萨当时还没有机场，物资运输方式主要为空投）顺利开通，并为后来军事物资的调运、防灾抗灾以及支援地方建设等方面发挥了重要的作用。1956年、1966年，西藏当雄机场和拉萨贡嘎机场相继修建，玉树巴塘机场遂完成其历史使命，于1970年停止飞行，机场再次废弃。
2007年5月，玉树机场开工建设。2009年8月1日正式通航，通航当年开通玉树至西宁、西安往返航班。机场候机楼富有传统藏式建筑风格，支柱下部全部采用藏式雕刻。因地处高原，大厅内配有“氧吧”，供缺氧的旅客使用。

## 航点
2025夏秋航季
| 航空公司     | 目的地               |
| ------------ | -------------------- |
| 中国东方航空 | 成都天府、拉萨、西宁 |
| 西藏航空     | 拉萨、西宁、成都双流 |
| 首都航空     | 北京大興、西宁       |